# Nanningia
Nanningia is een monotypisch geslacht van spinnen uit de  familie van de Tetragnathidae (Strekspinnen).

## Soort
- Nanningia zhangi Zhu, Kim & Song, 1997